# Eddi Edler

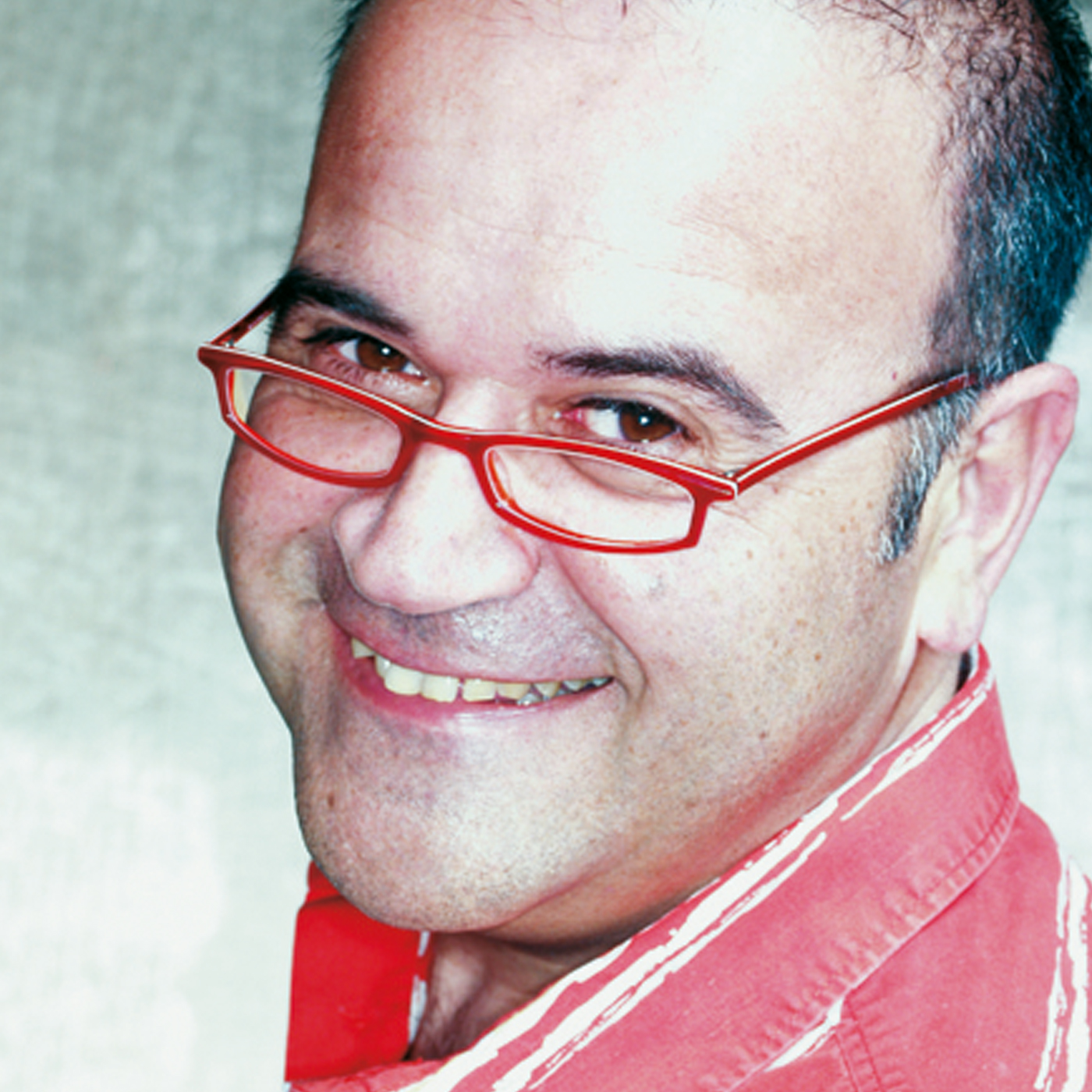
Eddi Edler

Edmund „Eddi“ Edler (* 24. August 1958 in Frankfurt am Main; † 15. April 2013 in Bornheim) war ein deutscher Kinderbuchautor, Kinderliedermacher und Hörspielautor.

## Leben
Edler erhielt eine Ausbildung zum Zahntechniker. Später war er hauptberuflich als Songschreiber und Kinderbuchautor tätig. Sein erstes Kinderbuch entstand, nachdem er im Jahr 2000 an den Bodensee gezogen war. Dort hatte sich ein Biber angesiedelt, was Edler den Anstoß zu dem Kinderbuch gab. So entstand das Kinderbuch Biber Bodo und seine Freunde: Die neue Heimat. Hinzu kamen eine Lieder-CD und ein Malbuch. Im Jahr 2006 wechselte er seinen Wohnsitz nach Bornheim. Ein Jahr später wurde seine erste eigene CD über eine Plattenfirma veröffentlicht. Ab 2012 war Edler beim Label Wajanja unter Vertrag, seine Songs wurden von Marco Breitenstein arrangiert und produziert.
Gemeinsam mit Tiziana Gentili-Nenning (* 1960) erstellte Edler 2008 das Hörbuch Niki – die Kleine Sumpfschildkröte. Mit seinem Buch Fatzke, Schüler-Privatdetektiv: – Kriminalfall: Mädchentoilette hatte Edler 2012 seine Buchpremiere auf der Leipziger Buchmesse. 2012 hatte Edler einen Live-Auftritt beim Hessentag. 
Edler litt an Herzproblemen und sollte eine Reha-Maßnahme beginnen. Dazu kam es nicht mehr, da er in seiner Wohnung in Bornheim einen Herzinfarkt erlitt und verstarb.

## Werke (Auszug)
Buch
- Biber Bodo und seine Freunde: Die neue Heimat
- 2012: Fatzke, Schüler-Privatdetektiv: Kriminalfall: Mädchentoilette, Machtwort Verlag, ISBN 978-3-86761-105-3
- 2012: Kindheitserinnerungen: Ein Rückblick in die Vergangenheit, Beteiligung, Cool Verlag, ISBN 978-3-940360-33-5

CD
- 2007: Kinder Party-Knaller
- 2008: Die schönsten Kinder- und Schlaflieder, Beteiligung, ZYX Music
- 2008: Niki – die Kleine Sumpfschildkröte, gemeinsam mit Tiziana Gentili-Nenning, ZYX Music, ISBN 978-3-86549-718-5
- 2008: Eddi Teddi! 2 Bärenhörspiele für Kids, ZYX Music, ISBN 978-3-86549-714-7
- 2008: Eddi Teddi Wartet auf das Christkind, ZYX Music, ISBN 978-3-86549-719-2
- 2010: Sterntaler Kasperlegeschichten 1, ZYX Music
- 2012: Kinder haben Träume, Wajanja
- 2012: Rumpelkeks & Rumpelpumpel, Wajanja[4]
- 2013: Die schönsten Kasperlegeschichten